# Toshinobu Kawai
Toshinobu Kawai (n. 19 decembrie 1967, Nagoya, Japonia) este un sportiv ce a reprezentat Japonia, medaliat olimpic. A participat la 2 ediții ale Jocurilor Olimpice (1988, 1992) în care a câștigat o medalie de bronz.